# Ifigenia en Áulide (Jommelli)
Ifigenia en Áulide (título original en italiano, Ifigenia in Aulide) es una ópera seria en tres actos con música de Niccolò Jommelli y libreto en italiano de Matteo Verazi. Se estrenó en el Teatro Apolo de Roma el 9 de febrero de 1751.
Una versión remozada de la ópera, con arias compuestas por Tommaso Traetta, fue puesta en escena en Nápoles en 1753. En aquella representación, debutó en un papel menor Giuseppe Aprile, un castrato que se especializaría en el repertorio de Jommelli y sería muy apreciado por Mozart.